# Will Yun Lee
 (mars 2020).
Si vous disposez d'ouvrages ou d'articles de référence ou si vous connaissez des sites web de qualité traitant du thème abordé ici, merci de compléter l'article en donnant les références utiles à sa vérifiabilité et en les liant à la section « Notes et références ».
Pour les articles homonymes, voir Will Lee et Lee.
Will Yun Lee (né le 22 mars 1971 dans le comté d'Arlington, en Virginie, aux États-Unis) est un acteur américain.
À la télévision, il est connu pour ses rôles de Danny Woo dans Witchblade, de Sang Min dans Hawaii 5-0 et du Dr Alex Park dans Good Doctor.
Au cinéma, on l'a vu notamment dans Meurs un autre jour, Torque, Elektra, The King of Fighters, Total Recall, L'Aube rouge, Wolverine : Le Combat de l'immortel, Spy et San Andreas.
Il a fait des apparitions dans les séries : Nash Bridges, Profiler, New York Police judiciaire, Les Experts, Les Arnaqueurs VIP et True Blood.

## Filmographie

### Cinéma
- 2002 : Meurs un autre jour : le colonel Tan-Sun Moon
- 2004 : Torque, la route s'enflamme : Val
- 2005 : Elektra : Kirigi
- 2008 : The Seed : Sung
- 2010 : The King of Fighters : Iori Yagami
- 2011 : Braqueurs : Joey
- 2012 : Total Recall : Mémoires programmées : Marek
- 2012 : Cobu 3D : Kaz
- 2012 : L'Aube rouge : Capitaine Cho
- 2013 : Wolverine : Le Combat de l'immortel (The Wolverine) : Kenichiro Harada
- 2015 : San Andreas de Brad Peyton : le Dr Kim Park
- 2015 : Spy de Paul Feig : Timothy Cress
- 2018 : Rampage - Hors de contrôle (Rampage) de Brad Peyton : agent Park

### Télévision
- 1998 : Nash Bridges : (saison 2, épisode 18) : Quick
- 1998 : Profiler : (saison 2, épisode 11) : Andrew Young
- 1998 : V.I.P. : (saison 2, épisode 9) : Bobby Wu
- 2000 : Witchblade : Danny Woo
- 2006 : Thief (6 épisodes) : Vincent Chan
- 2006 : Fallen (3 épisodes) : Mazarin
- 2006 : New York Police judiciaire (saison 14, épisode 22) : Hiroji Yoshida
- 2006 : Les Experts (saison 6, épisode 22) : Dennis Kim
- 2006]: Tsunami : Les Jours d'après : Chai
- 2007 : Les Arnaqueurs VIP (saison 4, épisode 5) : Shiro
- 2007 : Bionic Woman (7 épisodes) : Jae Kim
- 2010-2017 : Hawaii 5-0 (11 épisodes) : Sang Min
- 2014 : Intelligence (2 épisodes) : Jim Cong
- 2014 : True Blood (5 épisodes) : M. Gus
- 2015 : The Player : Liu Zeng
- 2015 : Strike Back (7 épisodes) : Kwon
- 2016-2018 : Falling Water : Taka
- 2018-2020 : Altered Carbon (10 épisodes) : Takeshi Kovacs
- 2018–2024 : Good Doctor : Dr Alex Park
- 2022 : The Guardians of Justice : Marvelous Man

### Jeux vidéo
- 2011 : Saints Row: The Third : divers personnages (voix originale)
- 2012 : Sleeping Dogs : Wei Shen (voix originale)

### Voix françaises
| En France - Stéphane Fourreau dans : - Elektra (2006) - The Player (2015) - San Andreas (2015) - Jean-Pierre Michaël dans : - Meurs un autre jour (2002) - L'Aube rouge (2012) - Olivier Chauvel dans : - Bionic Woman (2007) - Good Doctor (depuis 2018) | - Olivier Jankovic dans Witchblade (2000) - Serge Faliu dans Fallen (2006) - Patrick Mancini dans Thief (2006) - Pierre Tessier dans Tsunami : Les Jours d'après (2006) - Anatole Yun dans Hawaii 5-0 (2010-2018) - Bernard Gabay dans Wolverine : Le Combat de l'immortel (2013) - Anatole de Bodinat dans True Blood (2014) - Yann Guillemot dans Falling Water (2016-2018) - Stéphane Pouplard dans Altered Carbon (2018) |